# 中阿魯斯圖克 (緬因州)
中阿魯斯圖克（英語：Central Aroostook）是位於美國緬因州阿魯斯圖克縣的一個未組織地區。

## 地方資料
中阿魯斯圖克的面積為1468.70平方千米，當中陸地面積為1441.70平方千米，而水域面積為27.00平方千米。根據2010年美國人口普查的數據，當地共有人口164人，而人口密度為每平方千米0.11人。